# Silence (песня Marshmello)
«Silence» — песня в электронно-танцевальном стиле музыки американского продюсера и диджея Marshmello, записанная при участии американского исполнителя Халида. Авторами песни являются Khalid и Marshmello, который также выступил в роли продюсера трека. Релиз сингла состоялся 11 августа 2017 года на лейбле RCA Records.

## История
1 августа 2017 года Marshmello неожиданно вышел на сцену во время концерта Халида, тем самым намекнув на предстоящее сотрудничество. А 7 августа 2017 Marshmello выложил в Instagram их совместное фото, подписав название песни и дату релиза.

## Мнение критиков
Давид Ришти из Billboard описал песню как «танцевальную балладу, которая является одни из составляющих ингредиентов для подъёма обоих артистов на новую вершину в их успешной карьере». Эрик из EDM Sauce назвал песню «невероятно мощным треком» и описал вокал Халида как «гулкий и внушительный». Он писал, что «после интенсивно растущего и лирического вокала, от Халида мы хотели равномерное впечатляющее падение», но «мы этого не нашли». Алекс Росс из Vice назвал эту песню «лучшей песней у Marshmello» и писал, что Marshmello «схитрил заполучив Khalid и его вокал». Он считает, что по звучанию песня немного похожа на сотрудничество Major Lazer с Джастином Бибером и MØ в «Cold Water». Rolling Stone написал, что у песни есть «переменчивый синтезаторный моментальный снимок». Rap-Up почувствовал, что в песне «смешивается душещипательный R&B с атмосферными электронными звуками». Broadway World описал вокал Халида как «сильный и эмоциональный», и думает, что Marshmello «взял более медленный темп, чем на его обычных жизнерадостных произведениях, чтобы придать песне гладкое и шелковистое звучание, прежде чем начать мгновенноузнаваемые базовые аккорды».

## Чарты

### Еженедельные чарты
| Чарт (2017)                                | Лучшая позиция |
| ------------------------------------------ | -------------- |
| Australia (ARIA)                           | 5              |
| Australia Dance (ARIA)                     | 1              |
| Австрия (Ö3 Austria Top 40)                | 8              |
| Бельгия/Фландрия (Ultratop 50)             | 7              |
| Бельгия/Валлония (Ultratop 50)             | 26             |
| Канада (Billboard Canadian Hot 100)        | 7              |
| Канада (Billboard Rock)                    | 50             |
| Чехия (Rádio — Top 100)                    | 89             |
| Чехия (Singles Digitál Top 100)            | 14             |
| Denmark (Tracklisten)                      | 7              |
| Финляндия (Suomen virallinen lista)        | 20             |
| France (SNEP)                              | 151            |
| Германия (GfK)                             | 6              |
| Венгрия (Single Top 40)                    | 39             |
| Венгрия (Stream Top 40)                    | 8              |
| Ireland (IRMA)                             | 4              |
| Italy (FIMI)                               | 45             |
| Lebanon (Lebanese Top 20)                  | 11             |
| Latvia (Latvijas Top 40)                   | 28             |
| Malaysia (RIM)                             | 10             |
| Нидерланды (Dutch Top 40)                  | 15             |
| Нидерланды (Single Top 100)                | 11             |
| New Zealand (Recorded Music NZ)            | 3              |
| Norway (VG-lista)                          | 2              |
| Philippines (Philippine Hot 100)           | 18             |
| Польша (Polish Airplay Top 100)            | 29             |
| Португалия (AFP)                           | 6              |
| Шотландия (OCC Scotland)                   | 3              |
| Словакия (Singles Digitál Top 100)         | 11             |
| Spain (PROMUSICAE)                         | 44             |
| Sweden (Sverigetopplistan)                 | 5              |
| Швейцария (Schweizer Hitparade)            | 20             |
| Великобритания (OCC UK Singles)            | 3              |
| Великобритания (OCC UK Dance)              | 1              |
| США (Billboard Hot 100)                    | 30             |
| США (Billboard Dance Club Songs)           | 1              |
| США (Billboard Hot Dance/Electronic Songs) | 1              |
| США (Billboard Pop Airplay)                | 31             |
| США (Billboard Rhythmic)                   | 26             |

| Чарт (2017)                           | Позиция |
| ------------------------------------- | ------- |
| Australia (ARIA)                      | 50      |
| Austria (Ö3 Austria Top 40)           | 54      |
| Belgium (Ultratop Flanders)           | 79      |
| Canada (Canadian Hot 100)             | 68      |
| Germany (Official German Charts)      | 45      |
| Netherlands (Single Top 100)          | 72      |
| New Zealand (Recorded Music NZ)       | 49      |
| US Dance/Electronic Songs (Billboard) | 16      |

## Сертификация
| Регион | Сертификация          | Продажи    |
| --- | --------------------- | ---------- |
| Австралия (ARIA) | 7× Платиновый         | 490 000    |
| Австрия (IFPI Austria) | Платиновый            | 30 000     |
| Бельгия (BEA) | 2× Платиновый         | 40 000     |
| Бразилия (ABPD) | Бриллиантовый         | 250 000    |
| Канада (Music Canada) | 9× Платиновый         | 720 000    |
| Дания (IFPI Danmark) | 3× Платиновый         | 270 000    |
| Франция (SNEP) | Бриллиантовый         | 333 333    |
| Германия (BVMI) | 2× Платиновый         | 800 000    |
| Италия (FIMI) | Платиновый            | 50 000     |
| Мексика (AMPROFON) | 2× Платиновый+Золотой | 150 000    |
| Новая Зеландия (RMNZ) | 7× Платиновый         | 210 000    |
| Польша (ZPAV) | 2× Платиновый         | 40 000     |
| Португалия (AFP) | Платиновый            | 10 000     |
| Испания (PROMUSICAE) | Платиновый            | 60 000     |
| Швейцария (IFPI Switzerland) | 2× Платиновый         | 40 000     |
| Великобритания (BPI) | 3× Платиновый         | 1 800 000  |
| США (RIAA) | 6× Платиновый         | 6 000 000  |
| Стриминг |                       |            |
| Швеция (GLF) | 5× Платиновый         | 40 000 000 |
| Данные о продажах + прослушиваниях приведены только на основе сертификации. · Данные только о прослушиваниях приведены на основе сертификации. |                       |            |

## История релиза
| Страна | Дата            | Формат                     | Лейбл          | Источник |
| ------ | --------------- | -------------------------- | -------------- | -------- |
| США    | 11 Августа 2017 | Цифровое скачивание музыки | Geffen Records | [ 75 ]   |
| США    | 10 Октября 2017 | Contemporary hit radio     | Geffen Records | [ 76 ]   |